# Leptastacus minutus
Leptastacus minutus är en kräftdjursart som beskrevs av Claude Chappuis 1955. Leptastacus minutus ingår i släktet Leptastacus och familjen Leptastacidae. Inga underarter finns listade i Catalogue of Life.